# Tomasz Piątkowski
Tomasz Piątkowski (ur. 15 października 1974 w Elblągu) – polski aktor filmowy, telewizyjny i teatralny. dubbingowy 
W 2000 ukończył studia na Wydziale Aktorskim PWSFTviT w Łodzi. W latach 2000–2005 występował w Teatrze Powszechnym w Łodzi.

## Filmografia
- 1998: Syzyfowe prace – Bernard Zygier (odc. 5, 6)
- 1998: Demony wojny według Goi – żołnierz
- 2003: Sprawa na dziś – policjant (odc. 37 Rynek)
- 2003: Na Wspólnej – doktor Adamski
- 2006: Fala zbrodni (odc. 56 Ślub ze śmiercią)
- 2006: Kryminalni – Jacek Malicki (odc. 51 Dobrana para)
- 2006: Królowie śródmieścia – policjant (odc. 1)
- 2006: Pensjonat pod Różą – Maciek (odc. 102, 103)
- 2008: Pitbull – Remigiusz Banaszek „Remik” (odc. 23)
- 2009: Teraz albo nigdy! – dowódca (odc. 27)
- 2009: Generał – Bob (odc. 4)
- 2011: Przepis na życie – lekarz (odc. 20)
- 2011: Plebania – strażnik miejski (odc. 1711, 1724)
- 2012: M jak miłość – Maciej Kowal (odc. 901, 902)
- 2013: Barwy Szczęścia – ksiądz (odc. 970)
- 2014: Czas honoru Powstanie – kapitan Ostrołęcki (odc. 2)
- 2014: Pierwsza miłość – prawnik
- od 2014: Na sygnale (od drugiego sezonu) – dr Artur Góra
- 2014: Przyjaciółki – członek zarządu (odc. 41)
- 2016: Strażacy – lekarz (odc.14)
- 2016: Ojciec Mateusz (odc. 187, 200, 203)
- 2018: Pierwsza miłość – doradca klienta w salonie samochodowym Motive Car, gdzie Krystian Domański kupił samochód

## Dubbing
- 2001: Bliźniaki Cramp (The Cramp Twins)
- 2002: Wyspa skarbów (Treasure Island)